# Kaprije
Kaprije este o arie protejată (sit de importanță comunitară — SCI) din Croația întinsă pe o suprafață de 623,58 ha, integral marine.

## Localizare
Centrul sitului Kaprije este situat la coordonatele 43°40′30″N 15°44′35″E / 43.675°N 15.743°E.

## Înființare
Situl Kaprije a fost declarat sit de importanță comunitară în iulie 2013 pentru a proteja un număr necunoscut de specii din flora spontană și fauna sălbatică aflate în arealul zonei.

## Biodiversitate
Situată în ecoregiunea marină mediteraneană, aria protejată conține 1 habitat natural: Straturi cu Posidonia (Posidonion oceanicae).
La baza desemnării sitului se află un număr nedeclarat de specii protejate.